# Don Giovanni
A Don Giovanni (Don Juan) Wolfgang Amadeus Mozart kétfelvonásos operája. A librettót Lorenzo Da Ponte írta. Az operát 1787. október 29-én mutatták be Prágában.

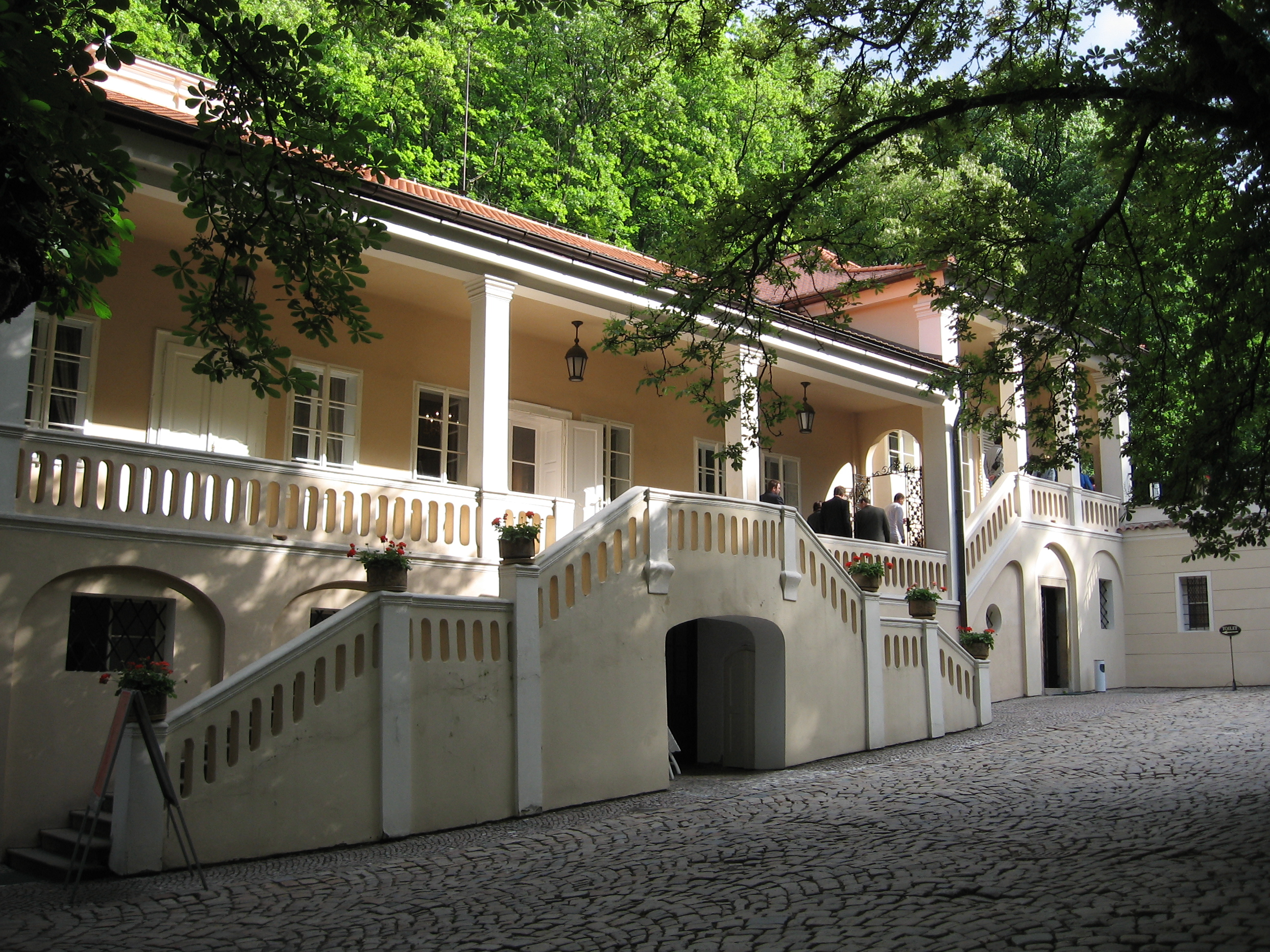
A prágai Bertramka-villa, ahol Mozart a művet írta (most Mozart-múzeum)

Mozart Don Giovannija az egyik legismertebb zenemű a világon, és a Don Juan legendáját feldolgozó művek közül a leghíresebb. Stílusa dramma giocoso, azaz játékos dráma – vagyis nem valódi komédia, de nem is egyértelműen tragédia. Az eredeti változatban a színészek váltogattak a szavalatok és áriák közt, de a modern előadásokban a beszélt szöveg helyett a Mozart által komponált secco-recitativót használják.
1979-ben látványos mozifilm készült a műből, Joseph Losey rendezésében.
Søren Kierkegaard, Vagy-vagy című művében hosszú tanulmányt írt a Don Giovanniról. A tanulmányban megvédi azt az állítást, miszerint „Mozart Don Giovannija minden idők legnagyszerűbb művészeti alkotása”. A finálé, amelyben Don Giovanni elutasítja, hogy megbánja bűneit, lenyűgöző filozófiai és művészeti témát biztosított több írónak, köztük például George Bernard Shaw-nak. Shaw Ember és felsőbbrendű ember című művében kifigurázza az operát, külön említve Mozart zenéjét, melyet a Don Giovanni és a Commendatore végső jelenetéhez írt.
Az operát Magyarországon először 1826. december 14-én mutatták be Kolozsvárott, magyar nyelven. A szöveget Pály Elek kolozsvári színész, a magyar opera megalapítója fordította Don Juan, vagy a Kőbálványvendég, vitézi szomorú-víg daljáték két felvonásban címmel. Nem tudni, hogy Pály a német vagy az olasz szöveget használta fordításának alapjául.

## Előadásmódok
A befejező kórust – "zweites finale", azaz második finálé – régebben több karmester, köztük Herbert von Karajan is kihagyta; ő a híres zenekritikus, Henry Edward Krehbiel véleményét követte, mely szerint a finálét már réges-régóta nem használják. Másik hagyományos előadásmódban Don Ottavio áriáját, az Il mio tesoro-t szokták volt kihagyni, mert Francesco Morella bécsi tenor is kihagyta, jobban kedvelvén a könnyebb Dalla sua pace című dalt. Napjainkra a Don Giovannit teljes egészében adják elő, legfeljebb a kimondottan a bécsi ősbemutatóra készült, Zerlina és Leporello duettet, a Per queste tue manine címűt teszik félre az előadásból.

## A Don Giovanni témájának feldolgozásai
A Don Giovanni régóta tartó népszerűsége révén, rengeteg feldolgozást élt meg, és sokan vettek át belőle konkrét elemeket. A leghíresebb Liszt Ferenc Réminiscences de Don Juan című operafantáziája. Az első felvonás végén felhangzó menüett megjelenik Liszt Fantázia Mozart „Figaro házassága” című művének két motívumára című zeneművében, és Sigismond Thalberg is ugyanezt a menüettet, valamint a Deh vieni alla finestrát dolgozza fel a Grand Fantaisie sur la serenade et le Minuet de Don Juan-ban. A Deh vieni alla finestrát ismerhetjük fel Ferruccio Busoni Klavierübungjában is Variations-Studie nach Mozart címmel. Végül egész sor variációt írt Don Giovanni La ci darem la mano című áriájához Beethoven is.
A Don Giovanni dallamai több filmzenében is megjelennek.

## Szereplők
- Don Gonzalo de Ulloa, kormányzó (basszus)
- Donna Anna, a leánya (szoprán)
- Don Giovanni (bariton)
- Don Ottavio, Donna Anna vőlegénye (tenor)
- Donna Elvira (szoprán)
- Leporello, Don Giovanni szolgája (basszus vagy bariton)
- Masetto, parasztlegény (basszus vagy bariton)
- Zerlina, Masetto menyasszonya (szoprán vagy mezzoszoprán)
- pórok
- zenészek
- szolgák
- táncosok
- táncosnők

## Cselekmény

### I. felvonás
Helyszín: Sevilla.
Idő: a 17. század.
Első kép: A Kormányzó kertje. Leporello kint őrködik Donna Anna háza előtt. Don Giovanni, Leporello gazdája beszökött a házba, hogy elcsábítsa Donna Annát. (Leporello áriája: Notte e giorno faticar – „Éjjel-nappal fáradok”.) Megjelenik Donna Anna, üldözi az álarcos Don Giovannit, meg akarja tudni, ki az, és segítségért kiált. (Trió: Non sperar, se non m'uccidi – „Ha csak meg nem ölsz, ne reméld”) Megjelenik a Kormányzó, Anna apja, és párbajra hívja Don Giovannit, Anna az apja közeledtére sietve visszamenekül a házba. Don Giovanni leszúrja Anna apját és elmenekül, anélkül, hogy lelepleznék. Anna visszatér a vőlegényével, Don Ottavióval, aki megesküszik, hogy bosszút áll jegyese apjáért. (Duett: Fuggi, crudele fuggi – „Fuss, szívtelen, fuss”.)
Második kép: Utca egy fogadó közelében. Megérkezik Giovanni és Leporello, és épp hallják, amint Donna Elvira bosszúért kiált, mert elhagyták, miután elcsavarták a fejét. (Elvira áriája: Ah, chi mi dice mai – „Ó, ki mondhatná el nekem”) Giovanni kacérkodni kezd vele, de mikor a nő felé fordul, felismeri és rájön, hogy ő maga csábította és hagyta el. Odaküldi Leporellót, hogy foglalja le Elvirát, majd elsiet. Leporello megmutatja neki a listát Don Giovanni szeretőiről. Mókásan sorolja gazdája hódításait: Olaszországban 640, Németországban 231, Franciaországban 100, Törökországban 91, Spanyolországban 1003. (Leporello áriája: Madamina! Il catalago è questo – „Asszonyom, itt a lista.”) Egy, az előadások során gyakran kihagyott versben Elvira bosszút esküszik.
Harmadik kép: A szabad ég alatt, Don Giovanni háza közelében. Megérkezik Masetto és Zerlina esküvői menete. Megjelenik Don Giovanni és Leporello is, és Giovanninak azonnal megtetszik Zerlina. Megpróbálja eltüntetni a féltékeny Masettót az útból: felajánlja, hogy esküvői fogadást rendez számukra a kastélyában. Masetto rájön, mik Giovanni tervei Zerlinával, és feldühödik (Masetto áriája: Ho capito! Signor, sì. – „Értettem! Igen, uram”), majd távozik. Giovanni azonnal megpróbálja elcsábítani Zerlinát. (Duett: Lá ci darem la mano – „Ott nyújtunk egymásnak kezet”.)
Megjelenik Elvira és meghiúsítja Giovanni szándékait: figyelmezteti és elvezeti Zerlinát. (Elvira áriája: Ah, fuggi il traditor. – „Ó, kerüld az árulót!”) Ezután megérkezik Ottavio és Anna, bosszút tervezve a számukra még mindig ismeretlen gyilkos ellen. Találkoznak Giovannival, és Anna, nem tudván, hogy ő volt a támadó, a segítségét kéri. Don Giovanni megígéri, hogy segít, és megkérdezi, mi kavarta fel ennyire: még mindig úgy gondolja, van esélye Annánál. Most sincs azonban szerencséje – visszatér Elvira, és elmondja, hogyan csapta be őt Giovanni. Giovanni védekezésül megpróbálja bebizonyítani Ottaviónak és Annának, hogy Elvira őrült. (Kvartett: Non ti fidar, o misera – Ne bízz benne, szerencsétlen!”) Miután Giovanni elbúcsúzik, valamit meghallván a hangjában Anna hirtelen felismeri benne a gyilkost. (Anna áriája: Or sai chi l'onore. – „Tudod hát, ki tette”.) Ottavio nincs meggyőzve, de elhatározza, hogy rajta tartja a szemét barátján. (Ottavio áriája: Dalla sua pace – „Az ő békességétől”).
Leporello értesíti Don Giovannit, hogy a házában van a parasztlakodalom minden vendége, és hogy elterelte Masetto figyelmét, de Zerlina visszatérése mindent tönkretett. Don Giovanni azonban nagyon vidám. (Giovanni pezsgőáriája: Finch'han del vino – „Míg csak a bortól”.) A palotájába siet.
Negyedik kép: Don Giovanni házának kertje. Zerlina megpróbálja kiengesztelni a féltékeny Masettót. (Zerlina áriája: Batti, batti o bel Masetto – „Üss meg, verj meg, szép Masettóm”). Mikor már épp sikerül meggyőznie őt az ártatlanságáról, meghallja a Don hangját, és menekülni akar. Masetto bizalma egy pillanat alatt szertefoszlik, és elbújik, hogy lássa, mit tesz Zerlina, ha megérkezik Giovanni. Giovanni folytatja a csábítást, amíg rá nem bukkan Masettóra. Mindkettejüket bevezeti a házba. Megérkezik Elvira, Ottavio és Anna, akik álarc mögé bújva akarják tetten érni Giovannit. Leporello őket is meghívja az ünnepségre.
Ötödik kép: Bálterem Don Giovanni házában. Míg Leporello táncba viszi Masettót és elvonja a figyelmét, Don Giovanni elvezeti Zerlinát a vidám táncolók közül. Mikor felhangzik Zerlina segélykiáltása, Don Giovanni megpróbálja félrevezetni az embereket, és kivont karddal a szobába vonszolja szolgáját, azzal vádolva, hogy ő próbálta elcsábítani Zerlinát. Elvira, Ottavio és Anna felfedik kilétüket, és szembesítik Don Giovannit a tetteivel, akinek végül sikerül elmenekülnie a kavarodásban.

### II. felvonás
Első kép: Elvira háza mellett. Leporello azzal fenyegeti Giovannit, hogy kilép a szolgálatából, ő azonban pénzzel lecsillapítja (Duett: Eh via buffone – „Menj már, te bohóc”) Giovanni el akarja csábítani Elvira szolgálólányát, és rábeszéli Leporellót, hogy cseréljenek kabátot és kalapot. Elvira az ablakhoz jön (trió: Ah taci, ingiusto core – „Ó, hallgass, kegyetlen szív”). Giovanni lehetőséget látva elrejtőzik, kiküldi a kabátját viselő Leporellót úgy, hogy Elvira láthassa, és rejtekhelyéről énekelve meggyőzi Elvirát, hogy megbánta a bűneit és vissza akar térni hozzá. Elvira, akit sikerül meggyőznie, lejön a ház elé; még mindig azt hiszi Leporellóról, hogy ő Giovanni. Távoznak, Leporello eltereli a figyelmét. Eközben Giovanni megpróbálja elcsábítani a szolgálót, mandolinon kíséri magát ének közben. (Giovanni áriája: Deh vieni alla finestra – „Jöjj az ablakodhoz”).
Mielőtt azonban el tudná csábítani, megérkezik Masetto a barátaival. Giovannit keresik. A Leporellónak öltözött Giovanni meggyőzi őket, hogy ő is holtan akarja látni, és csatlakozik hozzájuk. Miután sikerül feloszlatnia a csapatot (Giovanni áriája: Metá di voi qua vadano – „A fele erre menjen”), megveri a fegyvertelen Masettót. Megérkezik Zerlina, és vigasztalni kezdi Masettót. (Zerlina áriája: Vedrai carino – „Meglátod, édesem”.)
Második kép: Egy udvar Donna Anna háza közelében. Leporello egy sötét udvaron magára hagyja Elvirát. Mikor megpróbál elszökni, megérkezik Ottavio és Anna. Ottavio épp Annát vigasztalja bánatában. Mikor Leporello megpróbál kiszökni, belép Zerlina és Masetto és elkapják. Anna és Ottavio is észreveszik és körbeveszik Leporellót, azzal fenyegetve, hogy megölik. Elvira megpróbálja védeni, mert még mindig azt hiszi, Giovanni az: azt állítja, hogy a férje, és kegyelemért könyörög (Szextett: Sola, sola in buio loco – „Egyedül e sötét helyen”.) A másik négy azonban nem hallgat rá. Leporello ekkor leveszi kabátját, hogy látsszon, ki ő. Mindenki úgy meglepődik, hogy Leporello el tud menekülni. (Leporello áriája: Ah pietá signori miei – „Irgalmazzatok, urak!”) Ottaviót mindez meggyőzi Giovanni bűnösségéről, és bosszút esküszik (Ottavio áriája: Il mio tesoro – „Drága kincsem”), Elvira pedig dühöng, amiért Giovanni becsapta (Elvira áriája: Mi tradi quell'alma ingrata – „Aki elárult”).
Harmadik kép: Temető a Commendatore szobrával. Leporello beszámol Don Giovanninak arról, hogy majdnem megölték, Giovanni pedig gúnyolni kezdi, elmeséli, hogy majdnem sikerült elcsábítania egy olyan nőt, aki Leporellót szereti. Leporellónak ez nem tetszik, és Don Giovanni nevet szolgája tiltakozásán. A szobor figyelmezteti Giovannit, hogy napkelte után már nem fog nevetni. Gazdája kérésére Leporello felolvassa a szobor talapzatán álló feliratot: „Gyilkosomra bosszú vár”. A szolga reszket, de Giovanni ráparancsol, hogy hívja vacsorára a szobrot, és halállal fenyegeti arra az esetre, ha nem sikerül. (Duett: Oh, statua gentilissima – „Ó, tiszteletreméltó szobor”). A szobor bólint és igent mond.
Negyedik kép: Donna Anna szobája. Ottavio próbálja rávenni, hogy házasodjanak össze, de Anna úgy gondolja, nem illene ilyen hamar az apja halála után. Ottavio kegyetlenséggel vádolja, Anna azonban biztosítja róla, hogy szereti és hű marad hozzá (Anna áriája: Non mi dir – „Ne mondd nekem”.)

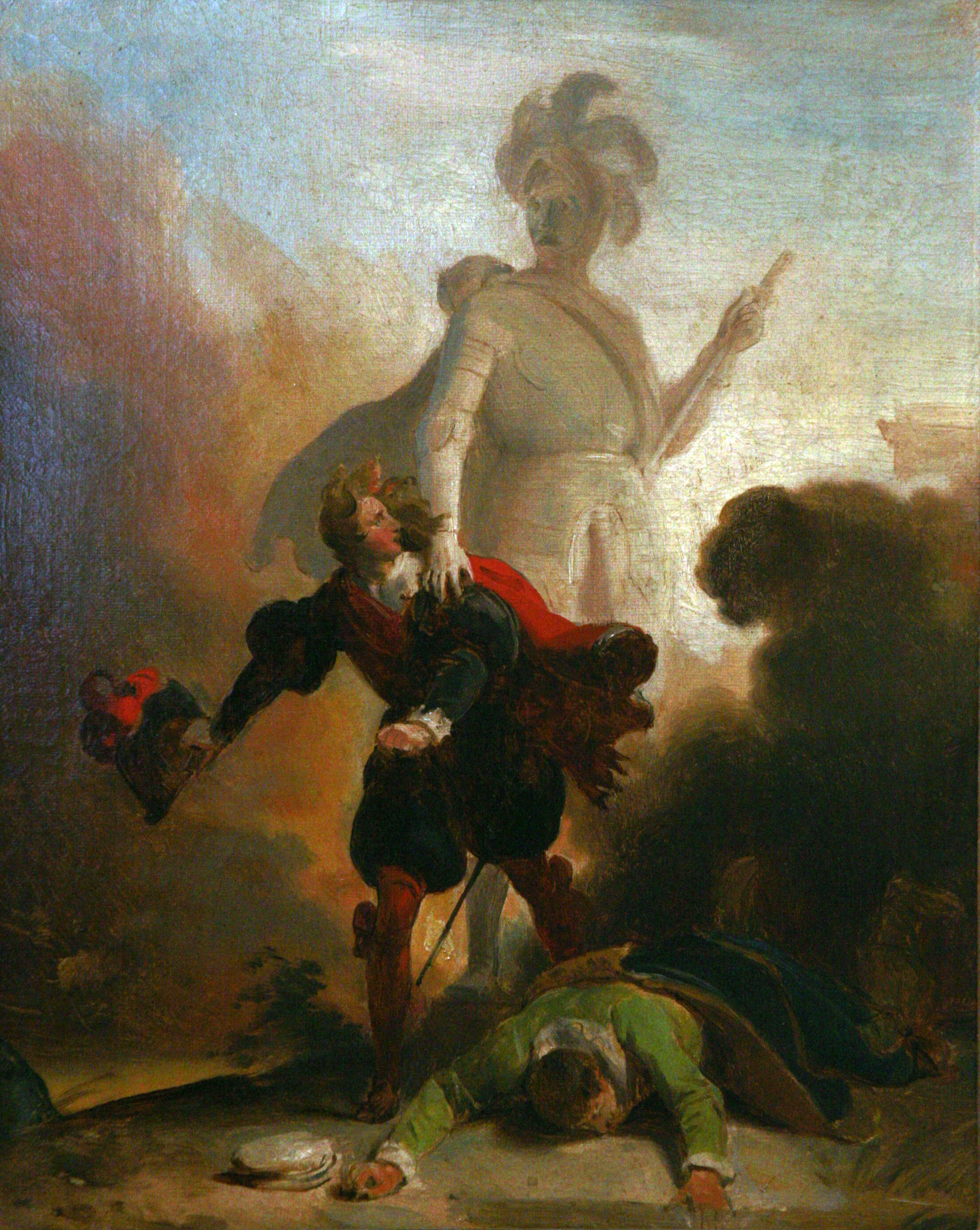
Don Juan és a kőszobor

Ötödik kép: Don Giovanni lakosztálya. Giovanni fényes lakoma előtt ül, zenészek szórakoztatják (a zenekar korabeli – 18. század végi – zenét játszik, közte a Mozart Figaro házasságából Non piu andrai-t), Leporello pedig felszolgálja az ételt. (Finálé: Goiá la mensa e preparata – „az asztal terítve”.) Megjelenik Elvira, és megpróbálja rávenni Giovannit, hogy bánja meg bűneit. Giovanni kigúnyolja Elvirát, aki távozik. Egy pillanattal később felhangzik sikolya, aztán visszarohan a terembe egy másik ajtón. Giovanni kiküldi Leporellót, nézze meg, mi történt, de a szolga is rémülten szalad vissza, majd közli, hogy eljött a szobor. Baljós kopogtatás hallatszik. Leporellót megbénítja a félelem, ezért maga Giovanni nyitja ki az ajtót, és belép a Commendatore szobra, majd megpróbálja rávenni Giovannit, hogy bánja meg bűneit. Giovanni szilárdan visszautasítja, a szobor pedig a föld alá süllyed, magával ragadja Giovannit, akit körülvesz a pokol tüze.
Megérkezik Donna Anna, Don Ottavio, Donna Elvira, Zerlina és Masetto, és keresik Don Giovannit. Leporellót reszketve az asztal alatt találják; a szolga mindenről beszámol nekik.
Anna és Ottavio úgy döntenek, várnak a gyászév leteltéig az esküvővel, Elvira zárdába vonul, Zerlina és Masetto hazamennek vacsorázni, Leporello pedig egy vendéglőben talál új állást. A kórus kijelenti a tanulságot: „Ilyen véget ér az, ki gonosztettet követ el. A bűnös úgy hal meg, ahogy élt.”
Régebben karmesterek (például von Karajan) kihagyták ezt a részt, és azt állították, ez eredetileg egyébként sem tartozott volna az operához, ma azonban rendszerint az egész művet előadják.

## Nyitányáról
A nyitány komponálása – Mozart szokása szerint – ezúttal is utoljára maradt: a bemutatót megelőző éjjel írta a zeneszerző.
A nyitány zenei anyagáról szólva: vitatott kérdés, hogy összefügg-e a drámával. Hangulata, atmoszférája minden vitán felül azonos az operáéval. Kétrészes szerkezete francia mintájú: lassú bevezetését gyors szonátatétel követi. A bevezetés ünnepélyes és egyben hátborzongató világba vezeti a hallgatót. A gyors főtétel szinkópákkal izgalmassá tett, várakozásteljes főtémája voltaképpen ismét a Jupiter-szimfónia fúgatémájának némileg módosított változata; ehhez járulnak a témát befejező hetyke, „lovagi” anapaestusok, amelyek az opera címszereplőjének érzékletes jelképei. De nem kevésbé érzékletes megjelenítői Don Giovanni elszánt és bűnös tetteinek a melléktéma lapidárisan kopogó, alászálló hangmenetei, vagy a kérlelhetetlen és feszült hangulatot sugalló zárótéma.
A rövid kidolgozás ellenpontosan szövi tovább a melléktémát, a visszatérés pedig közvetlenül a színpadi cselekmény első jelenetébe torkollik; hangversenyeken való előadás céljára Mozart külön befejezést írt a nyitányhoz.

## Híres áriák és duettek
I. felvonás
- „Madamina!” (regiszterária), Leporello
- „Ho capito, signor sì”, Masetto
- „Là ci darem la mano” (duett), Don Giovanni, Zerlina
- „Or sai chi l'onore”, Donna Anna
- „Dalla sua pace”, Don Ottavio
- „Finch'han del vino” (pezsgőária), Don Giovanni
- „Batti, batti, o bel Masetto”, Zerlina

II. felvonás
- „Deh vieni alla finestra” (szerenád), Don Giovanni
- „Metà di voi qua vadano”, Don Giovanni
- „Vedrai, carino”, Zerlina
- „Mi tradì quell'alma ingrata”, Donna Elvira
- „Non mi dir, bell'idol mio”, Donna Anna
- „Don Giovanni, a cenar teco” Kormányzó (kőszobor), Don Giovanni, Leporello

## Lorenzo Da Ponte, a szövegíró
Lorenzo Da Ponte kalandos életű ember volt. A teológia tanáraként kezdte, majd egész sor mesterséggel próbálkozott: volt író, gyémántköszörűs, bankár. Mozarttal több közös művet alkottak. A zeneköltő halála után Da Ponténak nyoma veszett. New Yorkban bukkant fel, ahol éppen Mozart remekművét, a Don Giovannit adták elő. A premier napján toprongyos aggastyán kopogtatott be az opera címszereplőjéhez. A baritonista vendégül látta az öreg költőt, majd énekestársaival jutalomjátékot rendezett, és Da Ponte az előadás jövedelméből tengette tovább öreg napjait. A költőt – akit pusztulásra ítélt a „hálás utókor” – egy művész nagylelkűsége mentette meg az éhhaláltól.

## A Don Giovanni témája
Don Juan figurája legelőször az úgynevezett sevillai krónikában bukkan fel (XIV. század) s 1630-ban megjelenik színpadon is. A Don Juanról szóló első drámai játék szerzője Tirso de Molina spanyol költő.
Don Juan alakja a spanyol világhódítás idején született. Az akkori világ az amerikai aranypartoktól a flandriai kincses városokig tele volt spanyol kalandorokkal, akik fittyet hánytak erkölcsnek, törvénynek, emberségnek. Ezt a véreskezű, komisz kalandort a feudális világ ismét magáénak vallja, de átértelmezi saját társadalmának felfogása szerint. Don Juant a XVII-XVIII. század történelmi környezetébe helyezi mint dúsgazdag főnemest, aki megszokta, hogy szeszélyeinek és vágyainak nincsenek korlátai.
Don Juan témáját a legkülönbözőbb nemzetiségű és műfajú írók dolgozták fel. Csak néhányat említünk meg közülük: a XVII. században Molière, a 19. század elején E. T. A. Hoffmann és Grabbe írt a spanyol kalandorról. Dumas és Byron is írt egy-egy Don Juan-változatot. Megörökítette figuráját Puskin, majd meghonosodott alakja a modern irodalomban is.
A különböző Don Juan figurák forgatagából mégis a mozarti hős emelkedik ki a legmarandandóbban. Amit a szövegkönyv közepes, igénytelen sorai nem mondanak el azt elmondja a halhatatlan mozarti muzsika. A nyomorúságra, kicsinyes, ínséges életre szorított zenepoéta a vágyakozás ragyogó színeivel festi meg azt a világot, melyből őt és milliónyi sorstársát kirekesztették: a szépséges, ezer kalanddal, színnel, ragyogással kitáruló életet.